# Quận Middlesex, Massachusetts
Quận Middlesex là một quận thuộc tiểu bang Massachusetts, Hoa Kỳ.
Quận này được đặt tên theo. Theo điều tra dân số của Cục điều tra dân số Hoa Kỳ năm 2000, quận có dân số người, dân số năm 2008 là 1.482.478 người. Quận lỵ đóng ở Cambridge và Lowell.6 Năm 2006, quận Middlesex xếp thứ 10 ở Hoa Kỳ về số tỷ phú trên một quận..

## Địa lý
Theo Cục điều tra dân số Hoa Kỳ, quận có diện tích km2, trong đó có km2 là diện tích mặt nước.